# بروس پرنز
بروس پرنز (به انگلیسی: Bruce Perens) یک برنامه‌نویس رایانه و مدافع جنبش نرم‌افزارهای آزاد است. او تعریف نرم‌افزار متن‌باز را ایجاد کرد و اولین اطلاعیه و مانفیست رسمی متن‌باز را منتشر کرد. او از بنیان‌گذاران مؤسسه پیشگامان متن‌باز به همراه اریک ریموند بود. در سال ۲۰۰۵، پرنز به دعوت از برنامه عمران ملل متحد، به سخنرانی در مورد نرم‌افزارهای متن‌باز در اجلاس جهانی سران درباره جامعه اطلاعاتی پرداخت.